# Türksat 5A
Türksat 5A е турски спътник за комуникации, управляван от компанията „Türksat“ за търговски и военни цели.

## История
Съгласно споразумение, подписано през септември 2011 г., сателитът ще бъде разработен от специалисти в сътрудничество с „Türksat“ и Турската космическа индустрия (ТАИ) Той е бъде произведен в Турция от турската аерокосмическа индустрия (TAИ) в новосъздаденото съоръжение за интеграция и изпитване на сателитни асамблеи (на турски: Uydu Montaj Entegrasyon ve Test) (UMET) в Анкара с 20% местно разработена технология. Türksat 5A ще бъде първият геостационарен комуникационен спътник, разработен в Турция.
В началото на 2013 г. е съобщено, че японската Mitsubishi Electric (MELCO), която изгражда сателитните платформи на Türksat 4A и Türksat 4B, може да се присъедини към проекта, за да осигури сателитна шина MELCO DS2000 за сателита. Но на 9 ноември 2017 г. Airbus Defense and Space е избран да изгради сателитните платформи за „Türksat 5A“, използвайки „Eurostar E3000EOR“, изцяло електрически вариант на „Eurostar E3000“.

## Изстрелване
Космическият кораб е изстрелян на 8 януари 2021 г. в 02:15:00 UTC от Кейп Каневенал, SLC-40. „Türksat 5A“ ще е разположен в геосинхронна орбита на 31 ° изток за предоставяне на телекомуникационни и директни телевизионни излъчващи услуги в широк географски регион между Западен Китай и Източна Англия, простиращ се над Турция, както и Европа, Централна Азия, Близкия изток и Африка.
Той има стартова тежест от 3400 кг (7500 фунта), носещи 42 транспондера Ku-band. Очакваното време на живот в орбита ще бъде 15 години.
На 29 октомври 2020 г. масови протести се събират пред централата, Хоутън, Калифорния, на доставчика на изстрелвания „TurkSat 5A“ – SpaceX в знак на протест срещу изстрелването на сателитите. Предишното поколение „Türksat 4B“ директно командва стотици бомбардиращи безпилотни летателни апарати „Bayraktar TB2“ и „Anka-S“ в Нагорни Карабах, Сирия, Либия и други страни, водещи до хиляди смъртни случаи в целеви военни съоръжения.
„TurkSat 5A“ би разширил значително обхвата на безпилотни операции, с подсилена способност против заглушаване, потоци на живо с висока разделителна способност на цели и по-бързо управление на боеприпаси.